# 生育與智力
许多人口学研究都对生育率和智力之间的关系进行了调查。有证据表明，在人口层面上，智力与生育率呈负相关，与后代的存活率呈正相关。與智商有關的相关因素包括收入和教育程度，這些也是与生育率成反比的統計指標。